# Aerògraf

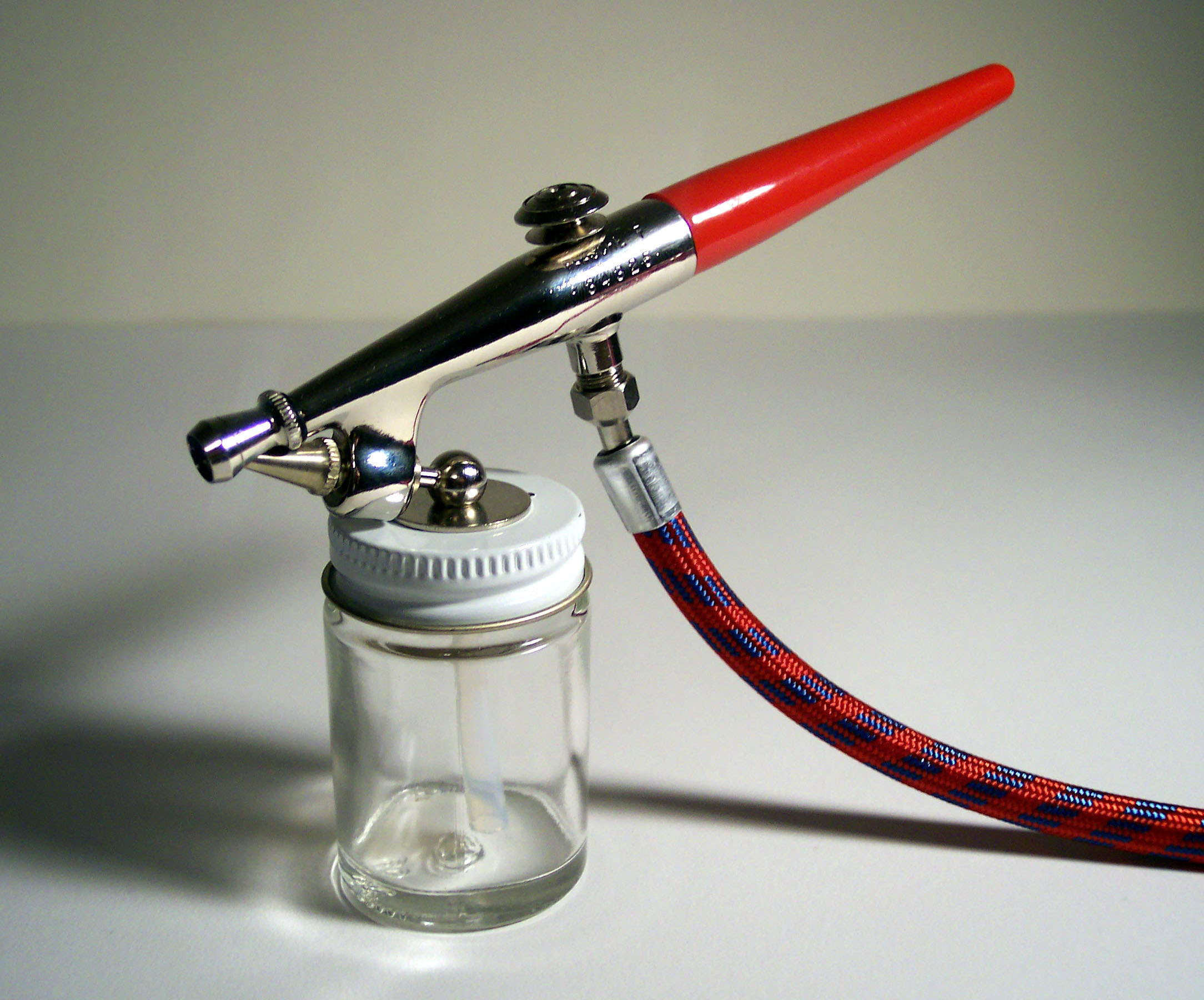
Aerògraf amb mesclador extern.

Un aerògraf és un dispositiu pneumàtic que fa un fi aerosol de pintura que serveix per recobrir superfícies petites amb finalitats artístiques o industrials. Pot constar d'un atomitzador amb forma de llapis per aplicar l'aspersió amb molt detall, tal com requereixen l'ombrejat de dibuixos i el retoc de fotografies, així com un contenidor amb el material escampat, en canvi, una pistola atomitzadora és una eina similar, però que és normalment usada per treballar amb grans superfícies. Hi ha dos tipus d'aerògrafs:
- El d'acció simple, en el qual la pintura i l'aire surten al mateix temps, amb una relació constant. El gallet té l'única funció de permetre la sortida de l'aire, amb barreja interna o externa.
- El de doble acció, el gallet té dos moviments independents. Pressionant cap avall s'aconsegueix que surti només aire, pressionant cap avall i cap enrere s'aconsegueix la barreja d'aire i pintura. A mesura que es pressiona el gallet es comença a subministrar més pintura al flux d'aire i més gruixut serà el polvoritzat de pintura.

L'aerògraf va ser inventat el 1878 pel nord-americà Abner Peeler. Tres anys després, el 1881, Peeler va vendre els drets de la seva invenció a Walkup Liberty per set-cents dòlars nord-americans.